# Chimarrhis cymosa
Chimarrhis cymosa är en måreväxtart som beskrevs av Nikolaus Joseph von Jacquin. Chimarrhis cymosa ingår i släktet Chimarrhis och familjen måreväxter. Inga underarter finns listade i Catalogue of Life.